# Heinola
Heinola (phát âm tiếng Phần Lan: [ˈhei̯nolɑ]) là thị trấn và khu tự quản với 18.349 cư dân (31 tháng 12 năm 2021) nằm ở phía đông của vùng Päijänne Tavastia, Phần Lan, gần biên giới của vùng Nam Savonia và vùng Kymenlaakso. Đây là khu tự quản lớn thứ ba trong khu vực về dân số chỉ đứng sau Lahti và Hollola. Những khu tự quản lân cận của Heinola gồm Asikkala, Hartola, Iitti, Kouvola, Mäntyharju, Nastola, Pertunmaa và Sysmä.
Trong quốc huy của Heinola khắc họa linh miêu Á-Âu, động vật tỉnh lẻ của Tavastia, đang băng qua con đường giống như một cây cầu vòm; hàm ý đề cập đến Cầu Jyränkö (Jyrängönsilta) từ năm 1932, bắc qua Jyrängönvirta, phần nhỏ hơn của sông Kymi. Quốc huy này do Gustaf von Numers thiết kế và được Hội đồng thị trấn Heinola thông qua tại cuộc họp ngày 23 tháng 9 năm 1958. Quốc huy được Bộ Nội vụ chấp thuận sử dụng vào ngày 11 tháng 11 cùng năm.